# سوداستریم
سوداستریم (عبری: סודהסטרים‎) شرکت صنایع غذایی بریتانیایی اسرائیلی است، که در سال ۱۹۰۳ تأسیس شد.
سوداستریم یک شرکت تولیدی مستقر در اسرائیل است که بیشتر به عنوان سازنده محصول گازدار خانگی با همین نام شناخته می‌شود. دستگاه‌های سوداساز این شرکت، به سبک سیفون‌های سودا، دی‌اکسید کربن را از یک سیلندر تحت فشار به آب اضافه می‌کنند تا آب گازدار برای نوشیدن ایجاد شود. همچنین بیش از ۱۰۰ نوع شربت غلیظ و طعم‌دهنده که در فرایند ساخت نوشیدنی‌های گازدار استفاده می‌شوند، به فروش می‌رساند. در سال ۲۰۱۸، سودااستریم محصولات خود را به ۸۰۰۰۰ فروشگاه خرده فروشی در ۴۵ کشور توزیع کرد.
این شرکت در سال ۱۹۰۳ در انگلستان تأسیس شد. پس از ادغام با سودا-کلاب در سال ۱۹۹۸، با تأکید بر نوشیدنی‌های سالم‌تر مجدداً راه‌اندازی شد و در نوامبر ۲۰۱۰ در بورس نزدک عرضه عمومی شد. دفتر مرکزی سودااستریم در کفار سابا، اسرائیل قرار دارد و دارای ۱۳ کارخانه تولیدی است. در آگوست ۲۰۱۸، این شرکت توسط پپسی‌کو به قیمت ۳٫۲ میلیارد دلار آمریکا خریداری شد. پپسی‌کو می‌خواست وابستگی خود به نوشیدنی‌های شیرین را کاهش دهد؛ سودااستریم از آن زمان طعم‌های متنوعی از پپسی‌کو را به محصولات خود اضافه کرده است.
تا سال ۲۰۱۵، تأسیسات اصلی تولید این شرکت در میشور آدومیم، یک پارک صنعتی در شهرک اسرائیلی معاله آدومیم در کرانه باختری واقع شده بود که باعث جنجال و کمپین تحریم شد. در اکتبر ۲۰۱۵، در حالی که تحت فشار فزاینده فعالان جنبش بی‌دی‌اس بود، سودااستریم تأسیسات خود را در میشور آدومیم تعطیل کرد و آن را به شهر لهویم در اسرائیل منتقل کرد.